# روبيرتو بروتسو
روبيرتو بروتسو (Roberto Pruzzo) ، (كروشيفييسكي بمقاطعة جنوة، 1 ابريل 1955) ، لاعب كرة قدم إيطالي سابق.
لعب مع منتخب إيطاليا لكرة القدم.

## مسيرته الكروية
لعب روبيرتو بروتسو خلال مسيرته الاحترافية مع 3 أندية في ستة عشر موسمًا وسجل خلالها 163 هدف ضمن 396 مباراة. حيث فاز في أربعة مواسم بالكأس وموسم واحد بالدوري.
خاض روبيرتو بروتسو مسيرته مع نادي جنوى في موسم 1973–74 ليلعب معه خمسة مواسم، مشاركًا في 143 مباراة سجل خلالها 57 هدفًا. ثم انتقل إلى نادي روما في موسم 1978–79 ليلعب معه عشرة مواسم، حيث شارك في 240 مباراة سجل خلالها 106 هدف. لينتقل بعدها إلى نادي فيورنتينا في موسم 1988–89 لمدة موسم واحد، مشاركًا في 13 مباراة ولم يسجل أي هدف.

## روابط خارجية
- روبيرتو بروتسو على موقع الاتحاد الدولي (مؤرشف)  (الإنجليزية)
- روبيرتو بروتسو على موقع قاعدة بيانات كرة القدم.إي يو (الإنجليزية)
- روبيرتو بروتسو على موقع ناشيونال فوتبول تيمز (الإنجليزية)
- روبيرتو بروتسو على موقع عالم كرة القدم.نت (الإنجليزية)